# رابط کاربری جی‌کوئری
jQuery UI ( رابط کاربر جی‌کوئری) یک افزونه jQuery است، اما جزئی از هسته jQuery نیست. در واقع یک توسعهٔ رسمی هسته jQuery است که سعی در فراهم کردن امکانات اضافه برای رابط کاربر ِصفحاتی که بر پایهٔ jQuery هستند، دارد.
UI jQuery مجموعه‌ای از عناصر هماهنگ است که می‌توانند هریک به تنهایی نیز به کار روند.
این عناصر در سه دستهٔ زیر قرار می‌گیرند.
- جلوه‌ها: جلوه‌های ارتقاءیافته، ورای آنچه در کتابخانهٔ jQuery هسته فراهم شده‌است.
- تعامل‌ها: تعامل‌های موش(Mouse)، مانند کشیدن و رها کردن، مرتب کردن و نظایر آن
- ویجیت‌ها: مجموعه‌ای از کنترل‌های مورد نیاز، مانند نوار پیشرفت، لغزنده‌ها، جعبه‌های گفتگو، زبانه‌ها و ...

## تاریخچه انتشار
| Release date           | Version number | jQuery Dependency | Additional notes |
| ---------------------- | -------------- | ----------------- | ---------------- |
| Jan 19, 2011 Changes   | 1.8.9          | 1.3.2+            |                  |
| Feb 22, 2011 Changes   | 1.8.10         | 1.3.2+            |                  |
| March 15, 2011 Changes | 1.8.11         | 1.3.2+            |                  |
| April 13, 2011 Changes | 1.8.12         | 1.3.2+            |                  |
| May 12, 2011 Changes   | 1.8.13         | 1.3.2+            |                  |
| Jun 17, 2011 Changes   | 1.8.14         | 1.3.2+            |                  |
| Aug 1, 2011 Changes    | 1.8.15         | 1.3.2+            |                  |
| Aug 15, 2011 Changes   | 1.8.16         | 1.3.2+            |                  |

## کتابشناسی
- سالارمهر, رضا (2011). آموزش عملی  jQuery و jQuery UI. سهادانش. p. 448. ISBN 9786001810312. Archived from the original on 8 January 2012. Retrieved 3 January 2012.